# We've Been Holding Back
We've Been Holding Back è il primo EP del gruppo musicale post-hardcore statunitense Our Last Night. È stato pubblicato nel 2004. Oltre ad essere il primo EP del gruppo, è il primo lavoro pubblicato ufficialmente dalla band.

## Tracce
1. You're Beautiful – 3:44
2. I'll Be Breathing – 3:47
3. Caught in the Explosion – 3:22
4. Message Without a Meaning – 3:28
5. The Truth We Can't Handle – 3:42
6. We've Been Holding Back – 4:24
7. We've Been Holding Back (Acoustic) – 5:38

Durata totale: 28:05

## Formazione
- Trevor Wentworth – voce
- Matt Wentworth – seconda voce, chitarra
- Tim Valich – chitarra
- Alex "Woody" Woodrow – basso
- Matthew Valich – batteria